# Governo Borisov I
Il governo Borisov I è stato il 90º esecutivo della Bulgaria, nato in seguito alle elezioni parlamentari in Bulgaria del 2009. L'esecutivo nacque grazie all’accordo tra GERB, che avrebbe gestito un governo monocolore di minoranza (tranne che per alcune eccezioni), ed i partiti ATAKA, CB, OLG, che acconsentirono ad un supporto per quest’ultimo, fino alla loro dipartita nel 2013. Rimase in carica dal 27 luglio 2009 al 13 marzo 2013, per un totale di 3 anni, 7 mesi e 18 giorni. 

## Situazione parlamentare
Al momento della formazione:
| Camera              | Collocazione               | Partiti                                   | Seggi     |
| ------------------- | -------------------------- | ----------------------------------------- | --------- |
| Assemblea nazionale | Maggioranza - App./esterno | GERB (116), ATAKA (21), CB (15), OLG (10) | 162 / 240 |
| Assemblea nazionale | Opposizione                | Coalizione per la Bulgaria (40), DPS (38) | 78 / 240  |

Al momento delle dimissioni:
| Camera              | Collocazione | Partiti                                                                  | Seggi     |
| ------------------- | ------------ | ------------------------------------------------------------------------ | --------- |
| Assemblea nazionale | Governo      | GERB (116)                                                               | 116 / 240 |
| Assemblea nazionale | Opposizione  | Coalizione per la Bulgaria (40), DPS (38), ATAKA (21), CB (15), OLG (10) | 124 / 240 |

## Composizione
| Carica                                                          | Titolare | Titolare | Titolare            | Partito |
| --------------------------------------------------------------- | -------- | -------- | ------------------- | ------- |
| Primo ministro                                                  |          |          | Bojko Borisov       | Gerb    |
| Vice Primo Ministro e Ministro dell'Interno                     |          |          | Tsvetan Tsvetanov   | Gerb    |
| Vice Primo Ministro e Ministro delle Finanze                    |          |          | Simeon Djankov      | NI      |
| Il Ministro degli Affari Esteri                                 |          |          | Rumiana Jeleva      | Gerb    |
| Ministero dell'Istruzione, della Gioventù e della Scienza       |          |          | Yordanka Fandakova  | Gerb    |
| Ministro della Giustizia                                        |          |          | Margherita Popova   | Gerb    |
| Ministro della Difesa                                           |          |          | Nickolay Mladenov   | Gerb    |
| Ministro dell'Economia, dell'Energia e del Turismo              |          |          | Traycho Traykov     | NI      |
| Ministro del Lavoro e delle Politiche Sociali                   |          |          | Totyu Mladenov      | Gerb    |
| Ministero dell'Agricoltura e dell'Alimentazione                 |          |          | Miroslav Naydenov   | Gerb    |
| Ministro dello sviluppo regionale e dei lavori pubblici         |          |          | Rosen Plevneliev    | NI      |
| Ministero dei trasporti, dell'informatica e delle comunicazioni |          |          | Aleksandar Tsvetkov | Gerb    |
| Ministro dell'Ambiente e dell'Acqua                             |          |          | Nona Karadzhova     | Gerb    |
| Ministro della Salute                                           |          |          | Bozhidar Nanev      | Gerb    |
| Ministero della Cultura                                         |          |          | Vezhdi Rashidov     | Gerb    |
| Ministro dell'educazione fisica e dello sport                   |          |          | Svilen Neykov       | Gerb    |
| Ministro senza portafoglio                                      |          |          | Bozhidar Dimitrov   | Gerb    |